# Sången om Södern
Sången om Södern (engelska: Song of the South) är en amerikansk delvis animerad långfilm från 1946. Filmen är producerad av Walt Disney och är baserad på berättelserna om Uncle Remus skrivna av Joel Chandler Harris.
Filmen är kontroversiell då den ansågs framställa förhållandet mellan frigivna afroamerikanska slavar och dess ägare som idylliskt och underdånigt, detta har lett till att Sången om Södern är den enda långfilm som producerades av Walt Disney under dennes levnad som aldrig givits ut av Walt Disney Company på vare sig VHS, DVD, Blu-ray eller Disney+ i USA, däremot i en del andra länder. Till exempel släpptes den på VHS av Walt Disney Home Video i Storbritannien 1998, samt av Buena Vista Home Entertainment 2000.

## Handling
Lille Johnny (Bobby Driscoll) vars föräldrar ska separera får stanna vid sin farmors plantage, och där träffar han den förstående Uncle Remus (James Baskett) som livligt berättar fabelhistorier för att muntra upp honom, och får honom att tänka på andra saker.
Trion Bror Kanin, Bror Räv och Bror Björn, välbekanta för generationer av serieläsare, dök upp för första gången i denna film.

## Om filmen
Filmen hade amerikansk premiär den 12 november 1946, och svensk premiär den 23 februari 1948.
Sången Zip-a-Dee-Doo-Dah som sjungs av James Baskett vann Oscar för bästa sång på Oscarsgalan 1948. Baskett vann dessutom en Heders-Oscar.

## Rollista (i urval)
- James Baskett - farbror Remus
- Bobby Driscoll - Johnny
- Luana Patten - Ginny Favers
- Glenn Leedy - Toby
- Ruth Warrick - Sally
- Lucile Watson - farmor
- Hattie McDaniel - tant Tempy
- Erik Rolf - John
- Olivier Urbain - Mr. Favers
- Mary Field - Mrs. Favers
- Anita Brown - hembiträde
- George Nokes - Jake Favers
- Gene Holland - Joe Favers

### Fotnoter
1. ↑  ”Sången om Södern”. Disneyania. 19 mars 1946. http://www.d-zine.se/filmer/saangenomsoedern.htm. Läst 20 augusti 2016.